# Melipotis leucomelana
Melipotis leucomelana är en fjärilsart som beskrevs av Herrich-Schäffer 1869. Melipotis leucomelana ingår i släktet Melipotis och familjen nattflyn. Inga underarter finns listade i Catalogue of Life.